# Parastenocaris novaki
Parastenocaris novaki is een eenoogkreeftjessoort uit de familie van de Parastenocarididae. De wetenschappelijke naam van de soort is voor het eerst geldig gepubliceerd in 1974 door Sterba.